# محمد دیماس دراجاد
محمد دیماس دراجاد (انگلیسی: Dimas Drajad؛ زادهٔ ۳۰ مارس ۱۹۹۷) بازیکن فوتبال اهل اندونزی است.
از باشگاه‌هایی که در آن بازی کرده‌است می‌توان به باشگاه فوتبال مدان اشاره کرد.
وی همچنین در تیم‌های ملی فوتبال زیر ۲۳ سال اندونزی و اندونزی بازی کرده‌است.